# Большое Морозово (озеро)
Большое Морозово — пресноводное озеро на территории Плотинского сельского поселения Лоухского района Республики Карелии.

## Общие сведения
Площадь озера — 1,4 км². Располагается на высоте 55,4 метров над уровнем моря.
Форма озера продолговатая: оно более чем на пять километров вытянуто с запада на восток. Берега каменисто-песчаные, преимущественно возвышенные.
Из западной оконечности озера вытекает протока, впадающая в Лоухское озеро, из которого берёт начало река Луокса, приток реки Керети, впадающей, в свою очередь, в Белое море.
Код объекта в государственном водном реестре — 02020000711102000002569.